# بوشعيب خلدون
بوشعيب خلدون فنان تشكيلي مغربي، ولد في المداكرة، ولاية سطات في المغرب عام 1971، حيث بدأ الفن في حياته في مرحلة مبكرة جدا من عمره، في حوالى سن السابعة، وكان أول معرض للفن التشكيلي اقامه في سن الرابعة عشر من عمره بمدينة الكارة في المغرب.[بحاجة لمصدر]

## حياته وبداياته
ولج ابن البادية إلى العالمية من أبواب الفن التشكيلي الكليغرافي، انطلاقًا من قطر، باختياره من ضمن 24 فنان للمشاركة في المهرجان الدولي للفنون التشكيلية بشرم الشيخ المنعقد ما بين 14 و23 يناير الجاري.[بحاجة لمصدر]
مسارات الفنان متعددة، واشتغل بالصحافة لعقدين من الزمن إلى جانب الكاليغرافيا.
«فضاءات للتواصل» معرضه الفني، الذي أقامه مند سنوات في معهد سرفانتيس بالدار البيضاء وبعد سنة في إسبانيا. هو استباق لما يعيشه العالم من ثورة تكنولوجية وجبت، يقول خلدون، أن ينخرط في هذه الصيرورة، واختيار لغة التواصل كعنوان لمعرضيه بين الدار البيضاء وسرقسطة الإسبانية.
وبوشعيب خلدون مصصم مغربي محترف ساهم في تطوير المنتوج الإعلامي بالمغرب، من خلال تحديثه لمجموعة من الجرائد والمجلات التي كان يشرف على إدارتها الفنية، كما أن له عدة كتابات نقدية حول الفن التشكيلي وحوارات مع مجموعة من المبدعين والفنانين والنقاد. وهو أيضًا فنان تشكيلي محترف له عدد من المعارض في المغرب وأوروبا، كما أن أعماله الفنية درست في إحدى المدارس الفنية باليابان، ومنذ انضمامه إلى مركز المديرين القطري في مطلع عام 2012 قام بتطوير مركز المديرين ومن خلاله مجلة المديرين كما قام أيضا بتطوير مجلة الأوقاف، واختير في قطر كاحسن مصمم ومدير فني، كما أنه كان عضوا في اللجنة الاعلامية المنظمة للمؤتمر العالمي للتنمية والتجارة، الذي تنظمه الامم المتحدة وكذلك مديرًا فنيًا لنشرة المؤتمر ـ الأونكتادـ وعُين مؤخرًا مديرًا فنيًا لنشرة المؤتمر العالمي للبريد، الذي أقيم بالدوحة وعرف مشاركة 192 دولة، له اسهامات مشهودة في مجال التصميم الاحترافي.[بحاجة لمصدر]

## المعارض الفنية المحلية والعالمية

### المعارض الفردية[2]
- 1985: دار الشباب elgara
- 1995: مهرجان الدار البيضاء وسيدي عبد الرحمان
- 1996: معهد ثربانتس ـ الدار البيضاء
- 2000: سرقسطة (إسبانيا)

### المعارض الجماعية[2]
- 1984 و 1985: مركز شباب ـ مدينة الكارة وسط المغرب ـ
- 1986: المجمع الثقافي ـ سطات
- 1993: قصر الكلاوي (مراكش)
- 1993 وحتى عام 1994: معرض دائم رواق (العين واليد) الدار البيضاء
- 1994: الأسبوع الأول في سيدي رحال الثقافية (إقليم سطات)
- 1994: الملتقى الخامس لتاريخ فنون الشاوية بسطات
- 1994: معرض نظمته الجمعية المغربية لتنمية الفنون التشكيلية
- 2008: وزارة الثقافة والنقابة الوطنية للفنون التشكيلية
- 2001: معرض سرقسطة إسبانيا
- 2011: معرض بمدينة مارتيل المغربية شاهده حوالي 300000 ألف شخص
- 2013: اختير للمشاركة في المهرجان الدولي للفنون التشكيلية بشرم الشيخ منبين 24 فنان عبر العالم
- 2014: معرض جماعي بمدينة تطوان
- 2015: معرض بمدينة الجديدة - الوان دكالة
- 2015: معرض بمراكش - السمبوزيوم الدولي الأول للفن المعاصر
- 2016: معرض بلبنان - جمعية تكوين
- 2016: معرض بالعراق - وزارة الثقافة والمركز العالمي للفنون التشكيلية
- 2016: معرض بلندن - متوج كافظل فنان عربي عالميا[3][4]
- 2018: معرض بفرنسا - مدينة ايفرناي
- 2018: معرض باسبانيا - مدينة بالما مايوركا
- 2019:ألمانيا [5]

## مناصب
وقد شارك الفنان أبو شعيب في عدة معارض فنية عالمية[بحاجة لمصدر] وقد شغل أيضا عدد من المواقع منها على سبيل المثال:
- رئيس شرفي للنقابة المغربية للفنون التشكيلية
- مدير فني بمركز المديرين القطري
- مدير فني في الأونكتاد ـ مؤتمر عالمي تابع للأمم المتحدة في الدوحة
- مدير فني بمؤتمر البريد ـ مؤتمر عالمي أقيم في الدوحة
- مدير فني في الشبكة القطرية للاتفاق العلمي التابعة للأمم المتحدة اختيرت المجلة التي يشرف على إدارتها الفنية كأحسن مجلة من حيث التصميم والإدارة الفنية من طرف كلية الصحافة والاعلام بقطر مدرسة الفنون التشكيلية الدار البيضاء المدرسة العليا للفنون الجميلة الدار البيضاء
- المعهد العالي للصحافة والإعلام بالدار البيضاء تدريب على النقش في جميع أنواع المعادن تدريب في فن الديكور مقابلات صحافية مع فنانين وادباء ونقاد مغاربة وأجانب كتابات فنية أورشة عمل للرسوم المتحركة للأطفال والبالغين
- اختير كمدير للمركز العالمي للفنون التشكيلية ـ جمدت العضوية لالتزامات أخرى ـ
- أسس الرابطة العالمية للفنون التشكيلية مع الفنان التشكيلي العالمي عبد الحق أغازوت وفنانين آخرين
- يعمل ويعيش حاليا في قطر مدير موقع ارت بريس طور الإنجاز موع متخصص بالفنون ـ طور الإنجازـ

مجموعة خاصة
- جابر بن حيان مدرسة الدار البيضاء ـ ولاية سطات - إسبانيا / سرقسطة ـ ملقة- - الولايات المتحدة الأمريكية - إيطاليا - السعودية

## جوائز
حاز على عدد من الجوائز أبرزها
- جائزة الابداع الدولية بشرم الشيخ بمصر
- جائزة أحسن فنان عربي عالميا بلندن
- عملة محمد صلى الله عليه وسلم كأفضل عمل عالمي سنة 2006
- أفضل العرب سنة 2017